# Éparchie Saint-Thomas-Apôtre de Chicago des Syro-Malabars
Pour les articles homonymes, voir éparchie Saint-Thomas-Apôtre.
L'éparchie Saint-Thomas-Apôtre de Chicago des Syro-Malabars est une juridiction de l'Église catholique destinée aux fidèles de l'Église catholique syro-malabare, Église orientale en communion avec Rome, résidant aux États-Unis. 

## Histoire et organisation
Jean-Paul II, le 16 février 2001, érige, pour les fidèles de l'Église catholique syro-malabare résidant aux États-Unis, une éparchie, c'est-à-dire un diocèse, couvrant le territoire des États-Unis sous le vocable de saint Thomas l'apôtre. Le siège de l'éparchie se situe en la cathédrale Saint-Thomas-Apôtre de Chicago. 
L'éparchie Saint-Thomas-Apôtre de Chicago constitue le seul diocèse de l'Église catholique syro-malabare hors des frontières de l'Inde.
En 2010, l'éparchie compte environ 86000 fidèles répartis dans 18 paroisses dont le service est assuré par 47 prêtres. Les paroisses sont situées à Boston, Dallas, Détroit, Los Angeles, Miami, New York, Philadelphie, San Francisco et au New Jersey. Il existe également une communauté catholique syro-malabare à Toronto, pour laquelle l'éparque de Chicago est visiteur apostolique jusqu'à la création d'un exarchat apostolique propre au Canada en 2015. 
Plusieurs communautés catholiques Knanayas sont également organisées au sein de l'éparchie.

## Liste des éparques
- depuis le 13 mars 2001 : Jacob Angadiath

### Sources
- Fiche de l'éparchie sur le site www.catholic-hierarchy.org